# Costa Flores
Costa Flores es una localidad ubicada en el distrito Perdriel, departamento Luján de Cuyo, provincia de Mendoza, Argentina. 
Se encuentra entre la localidad de Perdriel y la Refinería de Luján de Cuyo, y lo constituyen una serie de barrios localizados a lo largo de la calle Costa Flores, entre la Ruta Nacional 7 y la Provincial 84.
Es una zona pedemontana, con fuertes pendientes que ocasionan problemas en épocas de lluvias.